# Kariba (vattendrag i Burundi, Ruyigi)
Kariba är ett vattendrag i Burundi.   Det ligger i provinsen Ruyigi, i den centrala delen av landet, 120 kilometer öster om huvudstaden Bujumbura.
Omgivningarna runt Kariba är en mosaik av jordbruksmark och naturlig växtlighet. Runt Kariba är det ganska tätbefolkat, med 155 invånare per kvadratkilometer.